# Horsfieldia
Horsfieldia é um género botânico pertencente à família Myristicaceae.